# 郭维
郭维（1922年—2014年11月14日），男，天津人，中国电影导演。

## 生平
1937年，自北平成城中学肄业。1938年起，先后在陕北公学流动剧团、华北联合大学文工团、火线剧社、群众剧社任演员、戏剧组长、社长，参与出演《白毛女》、《血泪仇》等话剧，并导演了话剧《胜利渡长江》等。
中华人民共和国成立后，曾任河北省文工团团长。1950年，调入北京电影制片厂任副导演、导演。协助史东山导演了《新儿女英雄传》，后来独立导演了惊险片《智取华山》（兼任编剧） ，获得1956年捷克斯洛伐克卡罗维发利国际电影节争取自由和平奖。1954年，调任长春电影制片厂导演，执导了电影《董存瑞》，获得1956年中华人民共和国文化部优秀影片一等奖。1957年，他还导演了电影《花好月圆》，同年被打成“右派分子”。
被打成右派之后，自刻一方图章，上有：“历史将宣判我无罪。”1962年，他恢复了导演职务，随即将王愿坚的短篇小说《亲人》改编为电影剧本，但该影片刚进入拍摄阶段，便被判为“宣扬资产阶级人性论”而遭扼杀。
1979年，获得平反，被调回北京电影制片厂，担任艺委会副主任，导演了《柳暗花明》、《笨人王老大》等影片。
2006年7月出版的《大众电影》第8期发表了访问记《〈董存瑞〉：“真实”创造的经典》，84岁的郭维在文中称：“没有人亲眼看见董存瑞托起炸药包的情景。”
2006年8月19日，在中国中央电视台电视专题片《电影传奇——董存瑞》中，郭维在接受访问时证明“董存瑞的英勇献身”是事后推测出的：“以后怎么知道、确定他（董存瑞）是托着炸药包炸的呢？最后有人建议挖这个桥底下。结果最后挖到一定深度的时候，挖出一个袜底来，就是董存瑞媳妇给董存瑞缝的。班里的同志都知道，这是董存瑞的袜底。这么确定这是董存瑞……”
郭维的说法引起了董存瑞生前战友及亲属的极度不满，他们对郭维提起了诉讼。知情者称，郭维之所以要在晚年再次披露不为人知的秘密，是因为郭维相信只有坚持说真话才能记取“反右”的教训，并且“人之将死，其言也善”，郭维觉得再不还清历史真相，就没机会了。